# Ray E. Porter
Ray Edison Porter (* 29. Juli 1891 in Fordyce, Dallas County, Arkansas; † 10. August 1963 in Little Rock, Arkansas) war ein Generalmajor der United States Army.

## Leben
Ray Porter besuchte die öffentlichen Schulen seiner Heimat einschließlich der dortigen High School. Anschließend studierte er an der University of Arkansas. Danach trat er dem US-Heer bei, wo er zwischen Mai und September 1917 zum Offizier ausgebildet wurde. Am 26. Oktober jenes Jahres wurde er als Leutnant der Infanterie zugeteilt. In der Armee durchlief er anschließend alle Offiziersränge bis zum Zwei-Sterne-General. Im Lauf seiner militärischen Karriere absolvierte Ray Porter verschiedene Kurse und Schulungen. Dazu gehörten unter anderem der Company Officers Course (1928) der Company Officers Advanced Course (1932), das Command and General Staff College, (1935) und das United States Army War College (1937).
Während der Endphase des Ersten Weltkriegs war er mit einer Kompanie des 34. Infanterieregiments in Frankreich eingesetzt. Dabei war er Anfang November 1918, kurz vor Kriegsende, noch in Gefechte verwickelt. Für seinen damaligen Einsatz erhielt er den französischen Orden Croix de Guerre verliehen.
In den Jahren nach dem Ersten Weltkrieg absolvierte Ray Porter unter anderem die erwähnten Schulungen. Außerdem versah er den für Offiziere in seinem Dienstgrad regulären Dienst an verschiedenen Standorten. Darüber hinaus war er als Dozent für Militärwissenschaft an verschiedenen Bildungseinrichtungen tätig.
Nach dem amerikanischen Eintritt in den Zweiten Weltkrieg diente Porter zunächst bis 1942 als Stabschef der 38. Infanteriedivision. Anschließend kommandierte er für einige Zeit das 349. Infanterieregiment. Im November 1942 nahm er an der Landung in Nordafrika teil. Während des anschließenden Tunesienfeldzugs diente er als Stabsoffizier im Hauptquartier von General Dwight D. Eisenhower. Im weiteren Verlauf des Afrikafeldzugs war er bis zur deutschen Kapitulation im Jahr 1943 Stabsoffizier bei der 34. Infanteriedivision. Anschließend wurde er ins Kriegsministerium in Washington, D.C. versetzt, wo er der Stabsabteilung G3 (Operationen) angehörte.
Nach der deutschen Ardennenoffensive wurde Ray Porter mit dem Kommando über die 75. Infanteriedivision betraut. Im Januar 1945 übernahm er kurzzeitig den Befehl über die 15. Armee, bis der designierte Oberbefehlshaber Leonard T. Gerow diese übernahm. Nach dem Krieg kehrte Porter in die Vereinigten Staaten zurück, wo er weitere Aufgaben als Stabsoffizier im Kriegsministerium übernahm. Von 1948 bis 1951 kommandierte er die amerikanischen Heeresstreitkräfte in der Karibik. Das Hauptquartier befand sich in der Kanalzone in Panama. Von Mai 1951 bis Mai 1953 hatte Ray Porter das Kommando über die 101. Luftlandedivision. Deren Hauptquartier befand sich damals in Camp Breckinridge in Kentucky. Dieser Standort wurde zu jener Zeit ebenfalls von Porter kommandiert. Nachdem er sein Kommando im Mai 1953 an Paul D. Adams übergeben hatte, ging Ray Porter in den Ruhestand. Er starb am 10. August 1963 in Little Rock, der Hauptstadt des Staates Arkansas, und wurde auf dem Oakland Cemetery in Fordyce beigesetzt.

## Orden und Auszeichnungen
Ray Porter erhielt im Lauf seiner militärischen Laufbahn unter anderem folgende Auszeichnungen:
- Distinguished Service Cross
- Army Distinguished Service Medal
- Legion of Merit
- Bronze Star Medal
- Army Commendation Medal
- Purple Heart
- Orden der Ehrenlegion (Frankreich)
- Orden von Oranien-Nassau (Niederlande)
- Order of the British Empire (Großbritannien)
- Order of Boyacá (Kolumbien)
- Order of Vasco Núñez de Balboa (Panama)
- Order of Abdon Calderón (Ecuador)
- Croix de Guerre (Frankreich)
- Croix de Guerre (Belgien)